# Komuna e Finiqit
Komuna e Finiqit är en kommun i Albanien.   Den ligger i prefekturen Qarku i Vlorës, i den södra delen av landet, 160 km söder om huvudstaden Tirana.
Trakten runt Komuna e Finiqit består till största delen av jordbruksmark.  Runt Komuna e Finiqit är det ganska glesbefolkat, med 27 invånare per kvadratkilometer.